# Brotkorbgesetz
Das Brotkorbgesetz wurde auf Veranlassung des Reichskanzlers und preußischen Ministerpräsidenten Otto von Bismarck 1875 im Kulturkampf zwischen Kaiserreich und katholischer Kirche vom Preußischen Landtag verabschiedet und von König Wilhelm I. verordnet. Kernstück des Gesetzes war die Sperrung aller Staatszuschüsse an kirchliche Einrichtungen der katholischen Kirche, um die Anerkennung der Kulturkampfgesetze durch die Kirche zu erzwingen. Bischöfe und Geistliche, die schriftlich diese Anerkenntnis leisteten, erhielten wieder die staatlichen Leistungen. Den Kirchen wurde damit der Brotkorb hoch gehängt. Das Brotkorbgesetz war eines von mehreren Gesetzen im Kulturkampf, mit denen Bismarck den Einfluss der katholischen Kirche zugunsten des Kaiserreiches zurückdrängen wollte. Bismarcks Vorhaben verzeichnete jedoch nur kleinere Erfolge.

## Historische Vorgeschichte
Im ersten Jahrtausend entwickelte sich der Anspruch auf eine besondere Stellung des Bischofs von Rom in der katholischen Kirche als Nachfolger des Apostels Petrus. Im Dictatus Papae (1075) von Papst Gregor VII. fand diese Entwicklung einen ersten Höhepunkt, indem Gregor diesen Anspruch auf Vorherrschaft auch auf die weltliche Macht, den Kaiser, ausdehnte.

## Auswirkungen des Dogmas der Unfehlbarkeit
Mit dem Ersten Vatikanischen Konzil (1869–1870) unter Papst Pius IX. wurde die Unfehlbarkeit des Papstes zum Dogma erhoben. Dabei sprachen sich 18 von 19 deutschen Bischöfen zunächst gegen das Unfehlbarkeitsdogma aus, unterwarfen sich aber doch der Konzilsentscheidung. Damit stand die Kirche in Deutschland im Widerspruch zu damals in Deutschland vorherrschenden, liberalen Auffassungen.

## Der Kulturkampf
Otto von Bismarck führte den Kulturkampf gegen die katholische Kirche und die mit ihr verbundene Zentrumspartei, also gegen die Macht der Kirche, für die Monarchie und das Kaisertum. Im Zentrum sah Bismarck eine Opposition im Reichstag, eine „schwarze Internationale“, die von Rom aus antinationalistisch regiert wurde. Er warf diesen „Reichsfeinden“ des preußisch-protestantischen Kaisertums die Bekämpfung der nationalen Einheit vor.
Bismarck ließ 1871 den Kanzelparagraph in das Strafgesetzbuch einfügen, der es Geistlichen und Kirchendienern unter Androhung von Gefängnis oder Festungshaft verbot, in Ausübung ihres Berufes politische Ereignisse zu kommentieren oder Schriften zu verteilen, die solches zum Inhalt hatten.
Im Jahr 1872 folgte das Jesuitengesetz, das den Jesuitenorden und andere Orden verbot. Ausgenommen waren lediglich Ordensgemeinschaften, die pflegerisch tätig waren.

## Die Maigesetze
In den Maigesetzen von 1873 wurde bestimmt, dass kein Geistlicher oder Priester ohne Zustimmung der kaiserlichen Behörden eingesetzt werden durfte. 1875 wurde mit dem Personenstandsgesetz die Zivilehe eingeführt. Dieses Gesetz legt fest, dass in Zukunft jede Eheschließung sowie Geburten und Todesfälle von staatlichen Standesbeamten beurkundet werden müssen. Damit war das bisher alleinige Eheschließungsrecht der Kirche aufgehoben.
Auch das katholische Vereins- und Pressewesen wurde überwacht und die staatliche Aufsicht über den Religionsunterricht deutlich erweitert. Im Juni 1875 folgte schließlich die Aufhebung der Kirchenartikel in der Preußischen Verfassung, welche die kirchliche Autonomie und konfessionelle Parität gewährleistet hatten.
Der Papst erklärte diese Maigesetze im Februar 1875 für ungültig und drohte allen, die sich an deren Vollzug beteiligten, mit Kirchenausschluss.

## Das Brotkorbgesetz
Die Politik des Kaiserreiches reagierte, allerdings nur für Preußen, mit dem sog. „Brotkorbgesetz“, (April 1875).
Der Gesetzestext:
Wir, Wilhelm, von Gottes Gnaden König von Preußen verordnen, mit Zustimmung beider Häuser des Landtages, für den Umfang der Monarchie, was folgt:
§1 In den Erzdiözesen Köln, Gnesen und Posen, den Diözesen Kulm, Ermland, Breslau, Hildesheim, Osnabrück, Paderborn, Münster, Trier, Fulda, Limburg, den Delegationsbezirken dieser Diözesen, sowie in den Preußischen Antheilen der Erzdiözesen Prag, Olmütz, Freiburg und der Diözese Mainz werden vom Tage der Verkündung dieses Gesetzes ab sämmtliche, für die Bisthümer, die zu denselben gehörigen Institute und die Geistlichen bestimmte Leistungen aus Staatsmitteln eingestellt.
Ausgenommen von dieser Maaßregel bleiben Leistungen, welche für Anstaltsgeistliche bestimmt sind.
Zu den Staatsmitteln gehören auch die unter dauernder Verwaltung des Staates stehenden besonderen Fonds.
§ 2 Die eingestellten Leistungen werden für den Umfang des Sprengels wieder aufgenommen, sobald der jetzt im Amte befindliche Bischof (Erzbischof, Fürstbischof) oder Bisthumsverweser der Staatsregierung gegenüber durch schriftliche Erklärung sich verpflichtet, die Gesetze des Staates zu befolgen.
§ 3 In den Erzdiözesen Gnesen und Posen, sowie in der Diözese Paderborn erfolgt die Wiederaufnahme der eingestellten Leistungen für den Umfang des Sprengels, sobald die Bestellung des Bisthumsverwesers oder die Einsetzung eines neuen Bischofs in gesetzmäßiger Weise stattgehabt hat.
§ 4 Tritt die Erledigung eines zur Zeit besetzten bischöflichen Stuhles ein, oder scheidet der jetzige Bisthumsverweser der Diözese Fulda aus seinem Amte aus, bevor eine Wiederaufnahme der Leistungen auf Grund des § 2. erfolgt, so dauert die Einstellung derselben für den Umfang des Sprengels fort, bis die Bestellung eines Bisthumsverwesers oder die Einsetzung eines neuen Bischofs in gesetzmäßiger Weise stattgehabt hat.
§ 5 Wenn für den Umfang eines Sprengels die Leistungen das Staatsmitteln wieder aufgenommen sind, einzelne Empfangsberechtigte aber, der vom Bischof oder Bisthumsverweser übernommene Verpflichtung ungeachtet, des Gesetzen des Staates den Gehorsam verweigern, so ist die Staatsregierung ermächtigt die für diese Empfangsberechtigten bestimmten Leistungen wieder einzustellen.
§ 6 Die Wiederaufnahme der eingestellten Leistungen an einzelne Empfangsberechtigte erfolgt außer den Fällen der §§ 2 bis 4, wenn der Empfangsberechtigte der Staatsregierung gegenüber in der im § 2 bezeichneten Weise sich verpflichtet, die Gesetze des Staates zu befolgen.
Außerdem ist die Staatsregierung ermächtigt, die eingestellten Leistungen einzelnen Empfangsberechtigten gegenüber wieder aufzunehmen, wenn sie durch Handlungen die Absicht an den Tag legen, die Gesetze des Staates zu befolgen. Verweigern dieselben demnächst den Gesetzen des Staates den Gehorsam, so sind die Leistungen aus Staatsmitteln wieder einzustellen.
§ 7 Die Entscheidung der kirchlichen Behörden, welche eine Disziplinarstrafe wider einen Geistlichen verhängen, dem gegenüber die Staatsregierung die eingestellten Leistungen in Gemäßheit des § 6 wieder aufgenommen hat, können sowohl von dem Geistlichen als von dem Oberpräsidenten im Wege der Berufung an den Königlichen Gerichtshof für kirchliche Angelegenheiten ohne die Beschränkung des § 12 des Gesetzes vom 12. Mai 1873. angefochten werden.
Die Berufung kann in diesen Fällen auf neue Thatsachen und Beweismittel gegründet werden.
§ 8 Die Wiederaufnahme der eingestellten Leistungen erfolgt in allen Fällen vom ersten Tage desjenigen Vierteljahres an, in welchem die gesetzliche Voraussetzung der Wiederaufnahme eingetreten ist.
§ 9 Über die Verwendung der während Einstellung der Leistungen aufgesammelten Beträge bleibt, soweit dieselben nicht nach der rechtlichen Natur ihres Ursprungs zu Gunsten der allgemeinen Staatsfonds als erspart zu verrechnen sind oder anderweit verwendbar werden, gesetzliche Bestimmung vorbehalten.
Der Minister der geistlichen Angelegenheiten ist im Falle einer kommissarischen Verwaltung des bischöflichen Vermögens auf Grund des Gesetzes vom 20. Mai 1874 befugt, die Fortgewährung der zur Ausstattung der Bisthümer bestimmten Leistungen in soweit zu verfügen, als dies für Zwecke der kommissarischen und zur Bestreitung der Kosten derselben erforderlich sind.
§ 10 Die exekutivische Beitreibung im Verwaltungswege findet in Betreff der Abgaben und Leistungen an die Bisthümer, die zu denselben gehörigen Institute und die Geistlichen, für den gesammten Umfang eines Sprengels so lange nicht statt, als für denselben die Einstellung der Leistungen als Staatsmitteln dauert.
Den Staats- und Gemeindesteuererhebern ist während der Dauer der Einstellung nicht gestattet, die vorstehend bezeichneten Abgaben zu erheben und an die Empfangsberechtigten abzuführen.
§ 11 Sind die Leistungen aus Staatsmitteln an einen Empfangsberechtigten aus Grund des § 6 wieder aufgenommen, so ist in Betreff der von diesem Zeitpunkt ab fällig werdende Abgaben und Leistungen die Verwaltungs-Exekution wieder zu gewähren.
Ein Gleiches gilt in Betreff der Abgaben und Leistungen für diejenigen Geistlichen, welche keine Leistungen aus Staatsmitteln zu beziehen haben, wenn sich dieselben durch ausdrückliche oder stillschweigende Willensäußerung (§ 6 Abs. 1 und 2) verpflichten, die Gesetze des Staates zu befolgen, so lange sie dieser Verpflichtung nachkommen.
§ 12 Wer in den Fällen der §§ 2 und 6 die schriftlich erklärte Verpflichtung widerruft, oder der durch dieselbe übernommenen Verpflichtung zuwider die auf sein Amt oder seine Amtsverrichtung bezüglichen Vorschriften der Staatsgesetze oder die in dieser Hinsicht von der Obrigkeit innerhalb ihrer gesetzlichen Zuständigkeit getroffenen Anordnungen verletzt, ist durch gerichtliches Urtheil aus seinem Amte zu entlassen.
§ 13 Die Entlassung aus dem Amte hat die rechtliche Unfähigkeit zur Ausübung des Amts, den Verlust des Amtseinkommens und die Erledigung der Stelle zur Folge. Außerdem tritt die Einstellung der Leistung aus Staatsmitteln, sowie der Verwaltungs-Exekution in dem früheren Umfange wieder ein.
Der Minister der geistlichen Angelegenheiten ist ermächtigt, schon nach erfolgter Einleitung des Verfahrens die Einstellung der Leistungen zu verfügen.
Endet das Verfahren mit Freisprechung, so sind die in Folge der Verfügung einbehaltenen Beträge nachzuzahlen.
§ 14 Zuständig zur Verhandlung und Entscheidung ist der Königliche Gerichtshof für kirchliche Angelegenheiten. Das Verfahren vor demselben regelt sich nach den Bestimmungen des Abschnitts III. des Gesetzes vom 12. Mai 1873 über die kirchliche Angelegenheiten (Gesetz-Samml. S. 198.).
Wer Amtshandlungen vornimmt, nachdem er in Gemäßheit des § 12 dieses Gesetzes aus seinem Amt entlassen worden ist, wird mit Geldbuße bis zu 300 Mark, im Wiederholungsfalle bis zu 3000 Mark, bestraft.
§ 16 Der Minister der geistlichen Angelegenheiten ist mit der Ausführung dieses Gesetzes beauftragt.
Urkundlich unter Unserer Höchsteigenhändigen Unterschrift und beigedrucktem Königlichen Insiegel.
Gegeben Wiesbaden, den 22. April 1875.
(L.S.) Wilhelm.
Fürst v. Bismarck. Camphausen. Gr. zu Eulenberg. Leonhardt. Falk. v. Kamele. Achenbach. Friedenthal.
(Quelle: siehe Weblink)
1875 folgten weitere gegen die Kirche gerichtete Maßnahmen:
- 31. Mai 1875

Das preußische Gesetz über die Orden und ordensähnlichen Kongregationen der katholischen Kirche, das alle Orden mit Ausnahme der Krankenpflegeorden binnen sechs Monaten verbot, wobei nur für die Schulorden die Auflösungsfrist verlängert werden konnte.
- 18. Juni 1875

Das preußische Gesetz über die Aufhebung der Artikel 15, 16 und 18 der preußischen Verfassung.
- 20. Juni 1875

Das preußische Gesetz über die Vermögensverwaltung der katholischen Kirchengemeinden, das zur Vermögensverwaltung in jeder katholischen Gemeinde einen Kirchenvorstand und eine Gemeindevertretung vorschrieb.
- 4. Juli 1875

Das preußische Gesetz über die Rechte der altkatholischen Kirchengemeinschaften an kirchlichen Vermögen, das den Altkatholiken bei Vorliegen einer erheblichen Anzahl von Mitgliedern die Mitbenutzung der katholischen Kirchen und Friedhöfe zuerkannte.
Weitere Gesetze folgten: Bischöfliche Lehr- und Bildungsanstalten wurden geschlossen, Ordensniederlassungen, soweit sie nicht der Krankenpflege dienten, aufgehoben und die Ordensleute ausgewiesen. Es sah außerdem vor, dass die Geistlichen, die sich zum Staat bekannten und sich damit gegen den Papst stellten, von diesen Sanktionen ausgenommen wurden. Diese Möglichkeit nahmen allerdings nur sehr wenige Geistliche wahr (24 von rund 4000).

## Folgen
Bischöfe und Priester, die Ausnahmegesetze nicht beachteten, wurden zu Geld- oder Haftstrafen verurteilt. Bei Nichtbezahlen erfolgten Hausdurchsuchungen, Zwangsvollstreckungen und Zwangsversteigerungen. 1878 amtierten in den zwölf Bistümern Preußens nur noch drei Bischöfe. Ein Viertel aller katholischen Pfarreien in Preußen blieb unbesetzt. Insgesamt wurden 296 katholische Ordensniederlassungen mit knapp 4.000 Mitgliedern verboten.
Bismarck erreichte sein Ziel jedoch nicht. Der Kampf gegen Katholiken verstärkte die Bindung an den Papst, die Identifikation mit dem Papsttum. Bisherige Interessengegensätze zwischen liberalen und konservativen Katholiken rückten in den Hintergrund. Das katholische Vereins- und Verbandswesen und die katholische Presse gewannen an Bedeutung und unterstützten die Politik des Zentrums. Bei den Reichstagswahlen 1877 und 1878 wurde die Zentrumspartei zweitstärkste Fraktion im Parlament.
Otto von Bismarck lenkte nach und nach ein. Das Brotkorbgesetz wurde am 14. Juli 1880 aufgehoben. Die Bischöfe brauchten auch keinen Eid mehr auf die preußischen Gesetze abzulegen.